# 伊藤かな恵の超ラジ!Girls
『Voice of A&G Digital 伊藤かな恵の超ラジ!Girls』（いとうかなえのちょうラジガールズ）は、2008年4月8日から2010年9月28日まで超!A&G+で放送していた生放送のラジオ番組。パーソナリティは伊藤かな恵。

## 放送概要
メインパーソナリティ
伊藤かな恵
放送時間
2008年4月8日 - 9月30日
本放送：火曜日 17:00 - 18:00（リピート放送：火曜日 23:30 - 24:30、水曜日 7:00 - 8:00、13:30 - 14:30）
2008年10月7日 - 2009年3月31日
本放送：火曜日 17:00 - 18:00（リピート放送：水曜日 7:00 - 8:00、土曜日 18:00 - 19:00）
2009年4月7日 - 2010年9月28日:: 本放送：火曜日 18:00 - 19:00（リピート放送：火曜日 25:00 - 26:00、水曜日 8:00 - 9:00、13:00 - 14:00、日曜日 11:00 - 12:00）
番組の特色
番組中、流される曲のほとんどは、パーソナリティの出演作に関する曲であり、また数週間ほど固定されることもある。そのため、パーソナリティの好みで曲を流す他の曜日のGirlsとは性質が異なる。
曲を流すとき、楽曲に関する詳細な情報（タイトル、歌手、発売日、タイアップなど）が画面上に表示される。これは『吉野裕行の超ラジ!』とともに火曜日の特徴であり、他のVoice of A&G Digitalでは口頭での曲紹介のみが多い。
2009年4月以降、『超ラジ!』および『超ラジ!Girls』の中で、番組の挨拶に「ちょら〜っす」を使用しているのは伊藤と水曜日の三瓶由布子のみ（ただし第86回より数週、金曜日の『鷲崎健の超ラジ!』の挨拶「ちょらすぱっぷ〜」が混在した。）。
この他、番組では放送開始以来、頻繁にお菓子が登場する。

## コーナー
パスワードはいんぷっと〜!? デジタリアンのススメ
2009年7月21日 -
伊藤がパソコンを使いこなし、デジタルに対応できる人間になるためのコーナー。
第76回（2009年09月15日）放送分より、アヒルのだっくそん先生（小原美穂）が登場し、伊藤をサポートするようになった。なお、伊藤がミスをすると先生に叩かれる。
実態調査!男子のバキューン!
2010年1月19日 -
毎回男子の行動に関するテーマに対するリスナーからの意見を紹介し、伊藤自身が抱いている理想と現実のギャップを受け止め、男性を見る目を養っていく。なお、第104回（2010年3月30日放送分）以降、伊藤がリスナーからの意見を紹介する際、伊藤が少しでも恥ずかしいと感じたフレーズがあった場合は、伊藤の手元にあるチンベルが押されると同時に、タニザワトモフミの「きみにとどけ」が流れると言う仕組みに変更された。
伊藤さんが免許をとるコーナー 略して イトメン！
2010年7月27日 -
原付免許を取りたい伊藤かな恵がマジメに交通ルールを学んでいくコーナー。
ちっちゃい規模委員会
2008年4月8日 - 6月24日
「ちっちゃい人は手先が器用?」、「ちっちゃい人は身支度が遅い?」など、身長が低い人に関するさまざまな仮説を、伊藤が体を張って研究した。
未送信なメッセージ
携帯電話に残した、日常で感じたことなどのメッセージを、ラジオを通じて「送信」するコーナー。2008年7月1日放送分からは、リスナーからのメッセージも募集した。
ただし、2009年1月6日放送分以降は時間の都合上でカットされていることが多く、ほぼ自然消滅となった。
ソムリエ〜ルかな恵のテイスティング ラヴァーズ!
2008年4月8日 -9月30日
自称「恋愛相談の達人」のソムリエ〜ルかな恵が、リスナーから送られた告白台詞をテイスティングする。採用者の中から1名に、告白の返事を書いたコースターが贈られる。告白台詞の大半は、伊藤かな恵の所属している青二プロダクションの所属男性声優の何人かがナレーションをしているが、ある放送分のこのコーナーは「超ラジ!Girls」の大将こと三瓶由布子（Girls水曜担当）がナレーションしていた。パーソナリティおよび番組曰く、リスナーから大好評だったコーナーだが、9月30日放送分で最終回を迎えた。
超ラジ! Boys Style Club
2008年7月1日 - 12月23日
伊藤が男の子的な遊びに挑戦。成果によりボーイズポイントまたは軟弱者ポイントが加算され、ボーイズポイント5ポイントでご褒美、軟弱者ポイント5ポイントで罰ゲームが用意される。2008年10月14日以降は、上限を10ポイントまで増やし、獲得ポイントを決めてから挑戦した（最大3ポイント）。
1回目：2008年8月12日放送分（公開録音）で、ゲストの阿澄佳奈の似顔絵を描き、ボーイズポイント5ポイント目を達成した。
2回目：同年8月19日放送分よりポイントをリセットして再スタート。10月7日放送分で軟弱ポイントが5ポイント目に達したため罰ゲームが決定した。
3回目：同年10月14日放送よりポイントをリセットして再々スタート。12月23日放送でボーイズポイントが12ポイントまで達したため翌週12月30日放送でご褒美として大人ツアーを行なった。
コーナー自体は3回目の終了（2008年12月23日放送分）で最終回となった。
夕焼けHospital! 超ラジ分院!!
2009年1月6日 - 7月14日
身体に起こる様々な症状を予防する為、様々な健康法にチャレンジするコーナー。処方箋の達成度によって健康ポイントがたまり、健康グッズと交換できる。リスナーからは健康知恵袋メールを募集した。
なお、健康ポイントを10万ポイント貯める伊藤が希望するマッサージチェアと交換できたが、1000ポイント貯めるだけでも精一杯だった。
かな恵式 超常識Border's
2008年10月7日 - 2009年7月28日
伊藤かな恵にどれほど常識が備わっているかを探るため、リスナーから送られてきた常識問題に挑戦するコーナー。間違えた問題の中から最も苦手とするものを1つ選び、その問題の答えのポーズを撮影してブログに残している。採用者の中から絶妙な問題を送ったリスナー1人に賞品が贈られる。
問題のジャンルは問わないため、多種多様な問題がリスナーから送られてくる。なお、不正解あるいは回答できない傾向の問題は地理、歴史など（ただし、伊藤自身は「知らないよ」「常識じゃないから知らなくていい」と発言したことがある）。
第34回（2008年11月25日）の放送ではゲストの三瓶由布子とともに挑戦した。
第55回（2009年4月21日）の放送では、ゲストの豊崎愛生と一緒に挑戦し、2人正解でクリアという特別ルールで行われた。
第69回（2009年7月28日）の放送では、ゲストの豊崎愛生と寿美菜子が過去に伊藤が挑戦して間違えた問題に挑戦し、その成績によって伊藤の常識度を計った。全5問が出題されたが、豊崎は全て、寿は2問正解し、その結果、伊藤の常識度は0%となった。
ふにゃ〜をちょうだい! カチカチ王国伝説!
2009年7月21日 - 2010年7月20日
リスナーから募集した「ふにゃ〜（癒やし効果）」を試すコーナー。
「ふにゃ〜（癒やし効果）」があるかどうかは、伊藤かな恵ことかな恵姫によって判断される。なお、NO.1「ふにゃ〜」と認められたものには、「ふにゃ～」なものがプレゼントされることになっている。

## ゲスト
- 第19回（2008年8月12日） - 阿澄佳奈
- 第34回（2008年11月25日） - 三瓶由布子
- 第55回（2009年4月21日） - 豊崎愛生
- 第61回（2009年6月2日） - Berryz工房（熊井友理奈、須藤茉麻）
- 第69回（2009年7月28日） - sphere（豊崎愛生、寿美菜子）
- 第71回（2009年8月11日） - 矢作紗友里
- 第83回（2009年11月3日） - 下田麻美、三瓶由布子、明坂聡美、井口裕香（他曜日の超ラジ!Girls パーソナリティ）
- 第86回（2009年11月24日）- 鷲崎健（サプライズゲスト）
- 第91回（2009年12月29日）-  岡本信彦、井口裕香、竹達彩奈（飛び入り）、鷲崎健（同様）
- 第93回（2010年1月12日） - 松野太紀
- 第94回（2010年1月19日） - ELISA
- 第103回（2010年3月23日） - タニザワトモフミ
- 第104回（2010年3月30日） - 新井里美
- 第106回（2010年4月13日） - 佐藤聡美
- 第110回（2010年5月11日） - 鷲崎健
- 第112回（2010年5月25日） - 豊崎愛生（VTR出演）
- 第115回（2010年6月15日） - 小清水亜美
- 第119回（2010年7月13日） - POARO（伊福部崇、鷲崎健）
- 第128回（2010年9月14日） - タニザワトモフミ

## 番組のエピソード
- 番組開始当初、伊藤自身初めての生放送ラジオ番組[8]ということもあり、緊張から自分でプレッシャーを重くすることもあった[9]。
- 第11回（2008年6月17日）の放送では、コーナー「ちっちゃい規模委員会」の研究課題「身支度」にちなんで、早着替えなどに挑戦したが、何故かランドセルが用意されていた[10]。
- 第19回（2008年8月12日）は文化放送サテライトプラスより公開生放送を行った。これに際して、番組初のゲストにテレビアニメ『しゅごキャラ!』の共演者・阿澄佳奈を招き、ちょうど同日が阿澄の誕生日だったことから祝った。また「超ラジ! Boys Style Club」ではスケッチに挑戦し、阿澄の似顔絵を描いた[11]。
- 第34回（2008年11月25日）は翌日が誕生日だった伊藤を祝うためのドッキリ企画となった。超ラジ!Girls各曜日パーソナリティよりバースディメッセージが送られ、また水曜日担当の三瓶由布子がシークレットゲストとして登場した[6]。
- 第39回（2008年12月30日）は番組初の全面ロケ企画を行なった。しかし、そのロケで伊藤の体に歪みがあることを診断された。それを受けて、第40回（2009年1月6日）からは新コーナー「夕焼けHospital! 超ラジ分院!!」を立ち上げた。また、その際伊藤を診断した接骨院の主治医のアドバイスに従って、伊藤の座る席を変えるようになった（2009年7月まで）。そのため、スタッフやカメラの設定位置が毎回切り替えられた。
- 第50回（2009年3月17日）は、放送第50回を記念して「かな恵が願いを聞いてあげるスペシャル」と題して、リスナーから送られてきたリクエストに伊藤かな恵が応える番組が放送された。内容は「赤いランドセルを背負う」、「ラジオ体操をする」、「猫耳を付ける」、「リスナー希望のセリフを読む」、「フラフープに挑戦」といったもの[12]。
- 第66回（2009年7月7日）の放送では、七夕と伊藤の出演作『宙のまにまに』にちなんだ展開がなされた[13]。
- 第69回（2009年7月28日）の放送は、スフィアから豊崎愛生と寿美菜子をゲストに迎えて放送された[14]。それに際して、ゲストの2人に喜んでもらうためにリスナーからアイディアを募集し[15]、『宙のまにまに』にちなんでスタジオに星を飾ったり[14]、クラッカーで迎えたり、オレンジジュースでもてなしたり、「Super Noisy Nova」の演奏に合わせて踊ったりした。
- 第70回（2009年8月4日）の放送では、伊藤のシングル『ユメ・ミル・ココロ』のリリース記念スペシャルとして、「音楽番組」風にほぼ1時間に渡って音楽をかけ続けながら放送した[16]。伊藤はその間、粘土で作品の制作を行った[16]。
- 第71回（2009年8月11日）では前年に続き、2度目公開生放送を文化放送サテライトプラスにて行った[17]。ゲストは前年と同じくテレビ『しゅごキャラ!どきっ』より共演者、矢作紗友里を迎えて、一緒に新コーナー「ふにゃ〜をちょうだい! カチカチ王国伝説!」に挑戦した[17]。
- 第77回（2009年9月29日）の放送では、当初は中原麻衣をゲストに迎えるはずだったが、都合により実現しなかった[18]。
- 第83回（2009年11月3日）の放送では、超ラジ!Girlsのテーマソング「7ブンノ5デイズ/メジルシは君さ」のリリースを記念して『超ラジ!Girls全員集合SP』と題し、他の曜日のGirls、下田麻美、三瓶由布子、明坂聡美、井口裕香を迎えて、文化放送サテライトプラスにて公開生放送を行った。超ラジ!Girlsを仕切る立場となった伊藤[19]はプレッシャーから事前に「帰りたい」などと後ろ向きな発言をしたこともあった[4]。そうしたことから、三瓶らが放送を前に応援を企画、本番中では伊藤以外のGirlsの4人、会場の観客らが伊藤を応援、励ます場面が度々あった。
- 第85回（2009年11月17日）の放送では、鷲崎健への苦手意識を克服しようとするが、逆に鷲崎に対して暴言を発する結果となった。このことはスタッフ、リスナーを介して『鷲崎健の超ラジ!』内で鷲崎本人に伝えられた。
- 第86回（2009年11月24日）の放送では、前回における伊藤の言動が鷲崎本人に伝わったことを受け、鷲崎のプロフィールや作品『Silly Walker』の楽曲を紹介。途中で、鷲崎がサプライズゲストで登場し、伊藤の発言について問いただしたり、2人でインスピレーションクイズを行った。なお、伊藤が誕生日前ということで、鷲崎によるバースデーソングの生演奏、番組からケーキがプレゼントされた。
- 第91回（2009年12月29日）では、『迷い猫オーバーラン!』で共演する岡本信彦、井口裕香、さらに竹達彩奈をこたつとお鍋で迎えた。また、途中で竹達と佐藤聡美のスペシャルコメント、鷲崎健の飛び入り出演などもあった。
- 第100回（2010年3月2日）の放送は、放送100回を記念して、「めざせ放送1000回卓球のリフティング1000回に挑戦」と題して放送中リフティングに挑戦しながら放送し、途中メールを作家の小原美穂に読ませることもありながら、無事に1000回達成しご褒美としてHDDが送られたが、使い方がわからないとのことで、翌週第101回（同年3月9日）の放送で「教えて!使い方」というテーマでメールを募集し、最もよい使い方を送ってきてくれたリスナーにプレゼントした。

## 関連番組
伊藤かな恵の超ラジ!Girls to LINK
2008年5月10日から5月31日まで、『A&G 超RADIO SHOW〜アニスパ!〜』内で放送された箱番組。本編のコーナーにちなんだ「リンクチャレンジ」に挑戦し、その結果によって翌週放送内での差し入れ（お菓子）が決まった。
伊藤かな恵の超ラジ!Girls 超常識研究会
2008年11月15日から11月29日まで、『A&G 超RADIO SHOW〜アニスパ!〜』内で放送された箱番組。同年10月7日よりスタートしたコーナー「かな恵式 超常識Border's」の強化トレーニングに挑戦した。なお、本来は2008年11月1日放送開始予定だったが、2008プロ野球日本シリーズの中継延長の影響で2回延期された。